# Raymond Mertens
Raymond Mertens (Sint-Pieters-Leeuw, 19 juli 1933 – 9 januari 2023) was een Belgische voetballer en voetbalcoach.

## Carrière

### Speler
Raymond Mertens, een doelman, kwam reeds op jonge leeftijd bij RSC Anderlecht terecht. Maar tot de A-kern kon hij nooit doorstoten. Hij keerde in 1952 terug naar KV Zuun, de club waar hij had leren voetballen. In 1955 kreeg een transfer naar toenmalig derdeklasser Ukkel Sport te pakken. Mertens verdedigde uiteindelijk tot 1966 het doel van Ukkel.

### Trainer
Na zijn spelerscarrière keerde Raymond Mertens terug naar Zuun, waar hij aan zijn trainerscarrière werkte. In eerste instantie werd hij keeperstrainer, later hoofdcoach van KV Zuun. Opnieuw volgde dan een overstap naar RSC Anderlecht. Toenmalig Anderlechtcoach Georg Kessler overhaalde Mertens om jeugdtrainer te worden bij de Brusselse club. In korte tijd werkte Mertens zich op tot beloftencoach.
In 1973 gaf voetballer Georges Heylens er bij Anderlecht de brui aan. Hij werd trainer bij Union Sint-Gillis en nam Mertens mee als zijn assistent. Maar Heylens mocht na reeds één seizoen vertrekken en belandde zo bij KV Kortrijk. Mertens volgde hem opnieuw. Toen bleek dat Heylens in 1978 ook bij Kortrijk aan de deur werd gezet, werd Mertens de assistent van nieuwbakken coach Marijan Brnčić. Maar de Joegoslaaf miste ervaring en vloog enkele maanden later ook buiten. Mertens werd dan gepromoveerd tot hoofdcoach van KV Kortrijk.
Nog voor het einde van het seizoen werd Mertens aangeduid als de nieuwe assistent van András Béres, die op dat ogenblik coach van Club Brugge was. Maar Béres vertrok nog voor het nieuwe seizoen begonnen was. Hierdoor werd Mertens de assistent van Johan Grijzenhout, de opvolger van Béres. In zijn eerste jaar bij Club Brugge, werd blauw-zwart kampioen. Nadien legden de Bruggelingen een slecht parcours af. Grijzenhout en zelfs diens opvolger Gilbert Gress werden aan de deur gezet. Mertens werd verplicht de troepen meermaals over te nemen, maar ook hij kon Club niet naar een hoger niveau leiden. In 1981 werd ook Mertens vervangen. De hulptrainer ging vervolgens aan de slag bij Eendracht Aalst, waar z'n vroegere collega Heylens coach was.
Maar het vertrek van Mertens veranderde weinig. Club Brugge bleef slechte resultaten behalen en de trainers werden voortdurend vervangen. Toen gedurende het seizoen 1981/82 Rik Coppens hoofdcoach werd, kreeg Mertens de kans om terug te keren als hulptrainer. Nog voor het einde van het seizoen nam Mertens met succes het roer van Coppens over. Nadien werd Kessler hoofdtrainer bij Club Brugge en keerde Mertens terug naar zijn functie als hulptrainer. Ook toen enkele jaren later Henk Houwaart de baas werd van de A-kern, bleef Mertens bij Club. Nadien werd hij tot 1990 beloftentrainer in Brugge.
Ten slotte belandde Mertens bij Sporting Charleroi, opnieuw in de schaduw van Georges Heylens. Toen Waseige de vervanger werd van Heylens, bleef Mertens assistent-coach alvorens de functie op te geven wegens gezondheidsredenen. Hij trainde achteraf nog wel enkele kleinere clubs op provinciaal niveau.
Mertens overleed op 89-jarige leeftijd.

## Clubs

### Trainer
- 1965-1967 : KV Zuun (keeperstrainer)
- 1967-1971 : KV Zuun (hoofdcoach)
- 1971 : RSC Anderlecht (jeugdtrainer)
- 1971-1973 : RSC Anderlecht (beloftentrainer)
- 1973-1975 : Union Sint-Gillis (assistent-coach)
- 1975-1979 : KV Kortrijk (assistent-coach)
- 1979 : KV Kortrijk (hoofdcoach)
- 1979-1981 : Club Brugge (assistent-coach)
- 1981 : Eendracht Aalst (assistent-coach)
- 1981-1982 : Club Brugge (assistent-coach)
- 1982 : Club Brugge (hoofdcoach)
- 1982-1989 : Club Brugge (assistent-coach)
- 1989-1990 : Club Brugge (beloftentrainer)
- 1990-1991 : Sporting Charleroi (assistent-coach)
- 1991 : Sporting Charleroi (hoofdcoach)
- 1991-1992 : Sporting Charleroi (assistent-coach)